# Оператор поштового зв'язку
Оператор поштового зв'язку — суб'єкт підприємницької діяльності, який в установленому законодавством порядку надає послуги поштового зв'язку.
Оператори поштового зв'язку надають послуги з приймання, обробки, перевезення та доставки (вручення) поштових відправлень, виконання доручень користувачів щодо поштових переказів, банківських операцій, спрямований на задоволення потреб користувачів.
В Україні ведення єдиного державного реєстру операторів поштового зв'язку покладено на національну комісію, що здійснює державне регулювання у сфері зв'язку та інформатизації.

## Оператори поштового зв'язку в Україні
Станом на листопад 2021:
| Державне підприємство спеціального зв'язку                                                 | 24366929     | 01032, м.Київ, Солом'янський Район, площа Вокзальна, будинок 3                                               |
| Товариство з обмеженою відповідальністю "Торговий Дім "Міст Експрес"                       | 36152228     | 79035, м.Львів, вулиця Зелена, будинок 147                                                                   |
| Товариство з обмеженою відповідальністю "Спільне українсько-канадське підприємство "Росан" | 14369134     | 79035, м.Львів, вулиця Зелена, будинок 147                                                                   |
| Товариство з обмеженою відповідальністю "Транс-Логістик-Сервіс"                            | 36638836     | 80383, Львівська Область, Жовківський Район, Село Мелехів, вулиця Т.Дороша, будинок 20а                      |
| Товариство з обмеженою відповідальністю "Нова пошта"                                       | 31316718     | 36039, м.Полтава, Вул. Європейська, будинок 57                                                               |
| Товариство з обмеженою відповідальністю "Міст" Мппв"                                       | 39769628     | 79035, м.Львів, вулиця Зелена, будинок 147                                                                   |
| Товариство з обмеженою відповідальністю "Спецкур'єр."                                      | 36919578     | 65007, м.Одеса, вулиця Лейтенанта Шмідта, будинок 11/26                                                      |
| Товариство з обмеженою відповідальністю "Профі Сервіс Ксд"                                 | 39252678     | 03680, м. Київ, вулиця Панаса Любченка, будинок 15                                                           |
| Товариство з обмеженою відповідальністю "Укркур'єр"                                        | 36344137     | 65029, м. Одеса, вулиця Новосельського, будинок 1                                                            |
| Товариство з обмеженою відповідальністю "Діамантіс"                                        | 31545779     | 65007, м. Одеса, вулиця Мала Арнаутська, будинок 95                                                          |
| Фізична Особа- Підприємець Бабур Тетяна Петрівна                                           |              | 65039,М. Одеса, вулиця Слєпньова, будинок 2, Квартира 26                                                     |
| Товариство з обмеженою відповідальністю "Делфаст"                                          | 394745310313 | 08290, Київська Область, Смт Гостомель, вулиця Щорса, будинок 104                                            |
| Фізична особа-підприємець Денисенко Тетяна Олександрівна                                   |              | 03191, м. Київ, вулиця Касіяна, будинок 2, Квартира 58                                                       |
| Товариство з обмеженою відповідальністю "Делівері"                                         | 31738765     | 01004,М. Київ, вулиця Червоноармійська, будинок 15/2                                                         |
| Товариство З Обмеженою Відповідальністю "Вуд Лайк"                                         | 40090330     | 01001, м. Київ, вулиця Володимирська, будинок 12                                                             |
| Товариство з обмеженою відповідальністю "Експост Південь                                   | 39329609     | 49000,М. Дніпро, вулиця Володимира Мономаха, будинок 12, офіс 7                                              |
| Приватне Підприємство "Барс"                                                               | 24562381     | 39802, Полтавська область, Семенівський район, село Оболонь, вулиця Ватутіна, будинок 35а                    |
| Приватне Медичне Підприємство "Питомник Лікарської Рослинної Сировини"                     | 24562398     | 39802, Полтавська Область, Семенівський Район, Село Оболонь, вулиця Ватутіна, будинок 35а                    |
| Фізична Особа-Підприємець Китонін Володимир Володимирович                                  |              | 50026, Дніпропетровська Область, м. Кривий Ріг, вулиця Добролюбова, будинок 13, Квартира 34                  |
| Товариство з обмеженою відповідальністю "Кур`Єрська Служба України                         | 38139256     | 02088, м. Київ, вулиця Леніна, будинок 31, офіс 5                                                            |
| Публічне акціонерне товариство «Укрпошта»                                                  | 21560045     | 01001, м. Київ, вулиця Хрещатик, 22                                                                          |
| Державне підприємство по розповсюдженню періодичних видань «Преса»                         | 25593685     | 03047, м. Київ, Проспект Перемоги, 50                                                                        |
| Товариство з обмеженою відповідальністю «Глобекс Пост»                                     | 36434424     | 65007, м. Одеса, вулиця Мала Арнаутська, будинок 95                                                          |
| Товариство з обмеженою відповідальністю «Хайвей»                                           | 39834911     | 62403, Харківська Область, Харківський Район, Селище Міського Типу Бабаї, вулиця Вторчерметівська, будинок 4 |
| Товариство з обмеженою відповідальністю «Експрес Мото Україна»                             | 30306393     | 03150, м. Київ, вулиця Предславинська, 28, офіс 800                                                          |
| Приватне Підприємство «Нічний Експрес»                                                     | 31511336     | 03087, м. Київ, вулиця Уманська 6-Ф                                                                          |